# Teleexpress
Teleexpress – polski program informacyjny nadawany codziennie na żywo o godzinie 17:00 na antenie TVP1, TVP Info oraz TVP Polonia (historycznie z odtworzenia o godzinie 17:30). Producentem programu jest Telewizyjna Agencja Informacyjna. Program można obejrzeć także w internecie.
W sierpniu 2024 roku Teleexpress był czwartym najchętniej oglądanym programem informacyjnym w Polsce (po trzech głównych dziennikach telewizyjnych) ze średnią widownią wynoszącą 1,14 mln osób.

## Historia
Teleexpress zastąpił jedno z popołudniowych wydań Dziennika emitowane o godzinie 17:20. Program uruchomił Józef Węgrzyn, szef Warszawskiego Ośrodka Telewizyjnego. Tytuł programu wymyślił ówczesny dyrektor generalny Telewizji Polskiej, Aleksander Perczyński. Pierwszym szefem Teleexpressu został Oskar Maria Bramski. Przez pierwszych kilka dni program widniał w ramówkach jako „Magazyn 17:15”. Od początku swojej emisji, Teleexpress trwa 15 minut. W tym czasie przedstawiane są najświeższe informacje z kraju i ze świata, często z dawką humoru, co odróżnia go od innych polskich programów informacyjnych.  Codziennie prezentowane są też informacje ze świata muzyki, które prowadzone były przez Marka Sierockiego, Hieronima Wronę i od 2023 przez Mateusza Jędrasia. 
Teleexpress pierwszy raz pojawił się na antenie 26 czerwca 1986 roku – wydanie prowadził Wojciech Mazurkiewicz. Początkowo nadawany był o 17:15 i bardzo szybko zdobył popularność widzów dzięki odmiennej od pozostałych serwisów formule programu, doborze wiadomości i zespołowi, w skład którego wchodzili m.in. Wojciech Reszczyński, Jolanta Fajkowska, Bożena Targosz, Magda Mikołajczak-Olszewska, Marek Sierocki, Hirek Wrona, Zbigniew Krajewski, Jacek Wroński, a także Andrzej Morozowski.
Do 1992 roku program odtwarzany był z taśmy, a tylko ostatnie wejście prowadzącego było „na żywo”. 29 czerwca 1992 r. przesunięto godzinę emisji na 17:00.
W latach 1998–2000 nadawany był Teleexpress Junior. Było to młodzieżowe wydanie programu informacyjnego. W 2002 roku w czasie Mistrzostw Świata w Piłce Nożnej program miał dodatek pt. „Piłkarski Express”, który po zakończeniu mistrzostw zmieniono na „Sportowy Express”. Istniał do 2006 roku. W 2003 roku ulicę Robotników w Krynicy Morskiej przemianowano na Teleexpressu. 
Od 2005 roku w programie przyznawane są miejsca w loży Galerii ludzi pozytywnie zakręconych, osobom posiadającym różnego typu pasje, które Teleexpress prezentuje w krótkich materiałach. Wcześniej Teleexpress przyznawał Złotą Czcionkę, niepochlebną nagrodę za wpadki w działalności instytucji publicznych oraz prywatnych. W Teleexpressie pojawiają się również stałe cykle - w programie pojawiały się między innymi Teleexpressowy przedział literacki, Młodzi polscy artyści, Tele Hit, Alfabet muzyczny. W sobotę prezentowane są informacje o listach przebojów w Polsce i za granicą, dawniej tego dnia stałym punktem programu była Muzyczna kartka z kalendarza (rocznice urodzin lub śmierci artystów).
26 czerwca 2006 roku z okazji 20. urodzin, w Teleexpressie wystąpił Warszawski Chór Chłopięcy i Męski przy Akademii Muzycznej imienia F. Chopina. 4 września 2006 roku Teleexpress zmienił swoją oprawę graficzną oraz studio. 15 stycznia 2007 roku uruchomiono możliwość oglądania wydań programu w Internecie w ramach usługi VOD i równoległą emisję programu na żywo w serwisie internetowym Telewizji Polskiej – itvp.pl. Od 2 lipca do 31 października 2007 roku nadawany był także „Teleexpress nocą” emitowany między 23:00 a 2:00. Było to nocne wydanie Teleexpressu. Decyzją Telewizji Polskiej program został zdjęty z anteny ze względu na niezadowalającą oglądalność.
2 stycznia 2010 roku program nie został wyemitowany w całości z uwagi na awarię łączy między studiem programu w budynku na placu Powstańców Warszawy, a główną siedzibą telewizji przy ulicy Woronicza.
14 lutego 2011 roku program po raz pierwszy wyemitowano w formacie 16:9. W latach 2017–2018 emitowane były także poranne wydania w programie „Dzień dobry, Polsko!”. Początkowo emitowano je o 6:15, 6:45 i 7:15, a od 27 listopada 2017 roku o 6:30, 7.00 i 7:30. Od 2016 roku przez kilka lat podczas napisów końcowych ok. 16:45 pojawiała się zapowiedź programu. Od 24 sierpnia 2017 roku rozpoczęto równoległą do TVP1 emisję programu na antenie stacji telewizyjnej TVP Info. W 2011 roku redakcja Teleexpressu została zbiorowo odznaczona srebrnym medalem „Za Zasługi dla Pożarnictwa” (2011).
W kwietniu 2020 roku w związku z dużym wzrostem oglądalności programu w czasie pandemii COVID-19 został on wydłużony z 15 do 20 minut. Od niedzieli 19 kwietnia do piątku 31 lipca tego samego roku Teleexpress emitowany był w studiu Sportowego Wieczoru TVP Sport przy ulicy Woronicza w Warszawie. Pomieszczenia w siedzibie Telewizyjnej Agencji Informacyjnej przy placu Powstańców Warszawy, z których wcześniej nadawano serwis zostały zamknięte i stanowić mają rezerwę na wypadek, gdyby okazało się, że z powodu zakażenia wirusem SARS-CoV-2 nie można korzystać z innego studia. Podobnie do studia sztandarowego serwisu informacyjnego Telewizji Polskiej przeniesiono Panoramę, która również była realizowana w siedzibie TAI. Od 1 sierpnia 2020 do 19 listopada 2023 roku program emitowany był ze studia Wiadomości, podobnie jak Panorama TVP2.
Program był retransmitowany w TVP Polonia do 6 lipca 2020 roku. Od 7 lipca 2020 do 14 marca 2021 roku na jego miejscu była emitowana retransmisja popołudniowego wydania Dziennika Regionów z TVP3 (z godziny 16:45). 15 marca 2021 roku Teleexpress powrócił do TVP Polonia i od tego momentu emitowany jest o 17:00 (równocześnie z TVP1 i TVP Info).
Od 20 grudnia 2023 roku do 3 stycznia 2024 roku program nie był emitowany. Pierwszy Teleexpress po przerwie pojawił się 4 stycznia 2024 roku. Od tego momentu program nadawany jest ze studia w siedzibie TVP przy ul. Jana Pawła Woronicza 17 w Warszawie.

## Redaktorzy naczelniTeleexpressu
- Jerzy Modlinger (od 17 stycznia 2011 do stycznia 2016)[18][19]
- Marek Walencik (od stycznia do sierpnia 2016)[20]
- Klaudiusz Pobudzin (od 8 sierpnia 2016 do 16 czerwca 2017)[20][21][22]
- Piotr Kudzia (od 16 czerwca 2017 do 7 listopada 2018)[22][23]
- Mariusz Jarosiewicz (od 7 listopada 2018 do 20 grudnia 2023)[23]
- Danuta Dobrzyńska-Schimmer (od 4 stycznia 2024)[24]

## Prezenterzy

### Obecnie
Teleexpress prowadzą:
- Maciej Orłoś (15.06.1991–31.08.2016[25][26], od 4.01.2024[27])
- Aleksandra Kostrzewska (od 8.01.2024)[27]
- Bartosz Cebeńko (od 17.02.2024)[28][29]
- Mateusz Jędraś (od 4.01.2024, informacje muzyczne)[30]

### Dawniej
Wcześniej Teleexpress prowadzili m.in.:
- Wojciech Reszczyński (1986–1987)
- Jolanta Fajkowska (1987–1988)
- Jacek Wroński (1986–1989)
- Bożena Targosz (1986–1989)
- Wojciech Nowakowski (1986–1990)
- Zbigniew Krajewski (1986–1990)
- Sławomir Zieliński (1986–1991)
- Piotr Radziszewski (1990–1991)
- Magdalena Olszewska (1987–1992)
- Maciej Gudowski (1988–1993)
- Robert Samot (1989–1993)
- Wojciech Mazurkiewicz (1986–1990, 1993)
- Sławomir Komorowski (1988–1994)
- Jarosław Kret (1994–1995)
- Kuba Strzyczkowski (1991–1999)
- Hanna Lis (1993–2001)
- Urszula Boruch (2001)
- Jan Suzin (tylko wydanie z 25 października 2002)
- Piotr Gembarowski (1994–2003)
- Patrycja Hryniewicz-Nowak (2003)
- Tomasz Kammel (2004–2005)
- Adriana Niecko (1997–1999, 1.01.2005–18.07.2005)
- Hirek Wrona (1991–2006, informacje muzyczne)[31]
- Beata Gwoździewicz (1.06.2005–28.08.2006)
- Michał Adamczyk (24.02.2006–16.09.2006)
- Małgorzata Wyszyńska (24.04.1999–30.09.2006)
- Paweł Bukrewicz (8.11.2007–07.2011)
- Danuta Dobrzyńska (18.11.2011–16.03.2016)
- Katarzyna Trzaskalska (9.01.2010–12.2011, 10.05.2016–24.06.2016)[32]
- Agata Biały (6.04.2017–2019)
- Michał Cholewiński (5.09.2016–02.2019)[33]
- Beata Chmielowska-Olech (1998–11.12.2023)
- Rafał Patyra (1.11.2016–13.12.2023)
- Marta Piasecka (14.07.2016–10.2016, 2018, 4.08.2023–18.12.2023)
- Krzysztof Ziemiec (7.02.2019–19.12.2023)[33]
- Marek Sierocki (1986–19.12.2023, informacje muzyczne, przez kilka miesięcy w roku 1995 także jako prowadzący)

## Programy dodatkowe

### Teleexpress Junior
Teleexpress Junior był nadawany od 1 września 1998 r. do czerwca 2000 r. jako młodzieżowy program informacyjny. Emitowany codziennie od poniedziałku do piątku – początkowo o 14:30, od 12 października 1998 o 15:30, a od września 1999 o 16:15 (z wyjątkiem wtorków – o 16:30).
Prezenterzy Teleexpress Junior:
- Beata Chmielowska-Olech,
- Iza Bojarewicz,
- Marta Żurek,
- Katarzyna Obara-Kowalska,
- Iza Koźmińska,
- Marcin Stefaniak,
- Łukasz Kardas.

### Teleexpress nocą
Teleexpress nocą był wieczornym wydaniem programu informacyjnego Teleexpress emitowanym od 2 lipca do 31 października 2007 między 22:50 a 2:00 na antenie TVP1. Program nadawany był od poniedziałku do czwartku. Teleexpress nocą miał charakter bardziej rozrywkowy, niż informacyjny, co jeszcze bardziej odróżniało go od głównego wydania Teleexpressu, który często okrasza wiadomości zabawnymi komentarzami. Pod koniec każdego wydania emitowany był teledysk do piosenki „na dobranoc”. Program został zdjęty z anteny z powodu niskiej oglądalności. Pierwsze wydanie Teleexpressu nocą nadane 2 lipca 2007 poprowadził Radosław Brzózka.
Prezenterzy Teleexpressu nocą:
- Patrycja Perek
- Małgorzata Szczepkowska
- Radosław Brzózka

Lektorzy:
- Łukasz Kardas
- Andrzej Baryła
- Maciej Gudowski
- Maciej Szklarz
- Marek Wilk
- Piotr Knąber
- Paweł Bukrewicz
- Zbigniew Krajewski
- Paweł Straszewski

### Teleexpress Extra
Teleexpress Extra nadawany jest od 2 marca 2014 program informacyjny, stanowiący uzupełnienie głównego wydania Teleexpressu, który emitowany jest codziennie na antenie TVP Info o 17:15. Program nie był emitowany od 20 grudnia 2023 do 14 stycznia 2024. Dzień później powrócił na antenę TVP Info o stałej porze.
Prezenterzy Teleexpressu Extra:
- Maciej Orłoś
- Aleksandra Kostrzewska
- Bartosz Cebeńko

### Teleexpress na deser
Teleexpress na deser – weekendowy program telewizyjny nadawany w TVP Info. W programie poruszano sprawy kuchni, mody, muzyki itp. Był nadawany od 8 kwietnia 2018 do 17 grudnia 2023.
Prowadzący:
- Iga Lewko
- Marzena Kawa[37]
- Marta Piasecka[37]

### Teleexpress w trakcie programuDzień dobry, Polsko!
Od lutego do grudnia 2017 od poniedziałku do piątku emitowane były dodatkowe wydania Teleexpressu zawierające skrót najważniejszych informacji w ramach pasma Dzień dobry, Polsko! Początkowo wydania ukazywały się o 6:15, 6:45 i 7:15, a od sierpnia 2017 zmieniono pory emisji na 6:30, 7:00 i 7:30. Prowadzili prezenterzy głównego wydania Teleexpressu.

### Teleexpress Weekend
Weekendowe wydanie Teleexpressu podsumowujące tydzień. Są w nim przypominane tematy poruszane w głównym serwisie w ostatnich dniach. Nadawany w sobotę o 21:00 w TVP Info. Prowadzą Bartosz Cebeńko, Mateusz Jędraś i Miłka Skalska. Premierowe wydanie wyemitowano 23 marca 2024.